# آنژ-ژاک گابریل
آنژ-ژاک گابریل (به فرانسوی: Ange-Jacques Gabriel) ‏(۲۳ اکتبر ۱۶۹۸ — ۴ ژانویه ۱۷۸۲) از برجسته‌ترین معماران فرانسوی سدهٔ ۱۸ میلادی و معمار دربار لوئی پانزدهم بود که کاخ‌ها و بناهای بسیاری را در زمان پادشاهی او ساخت و بازسازی کرد.

## نگارخانه

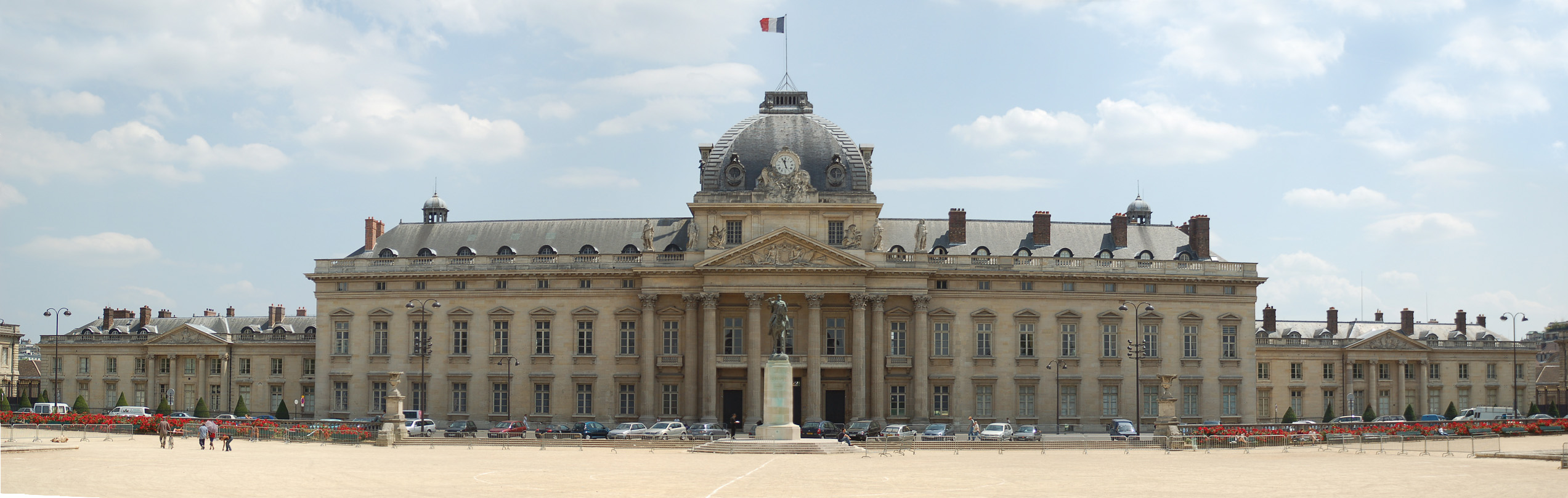
مدرسه نظامی (۱۷۵۰–۶۸)
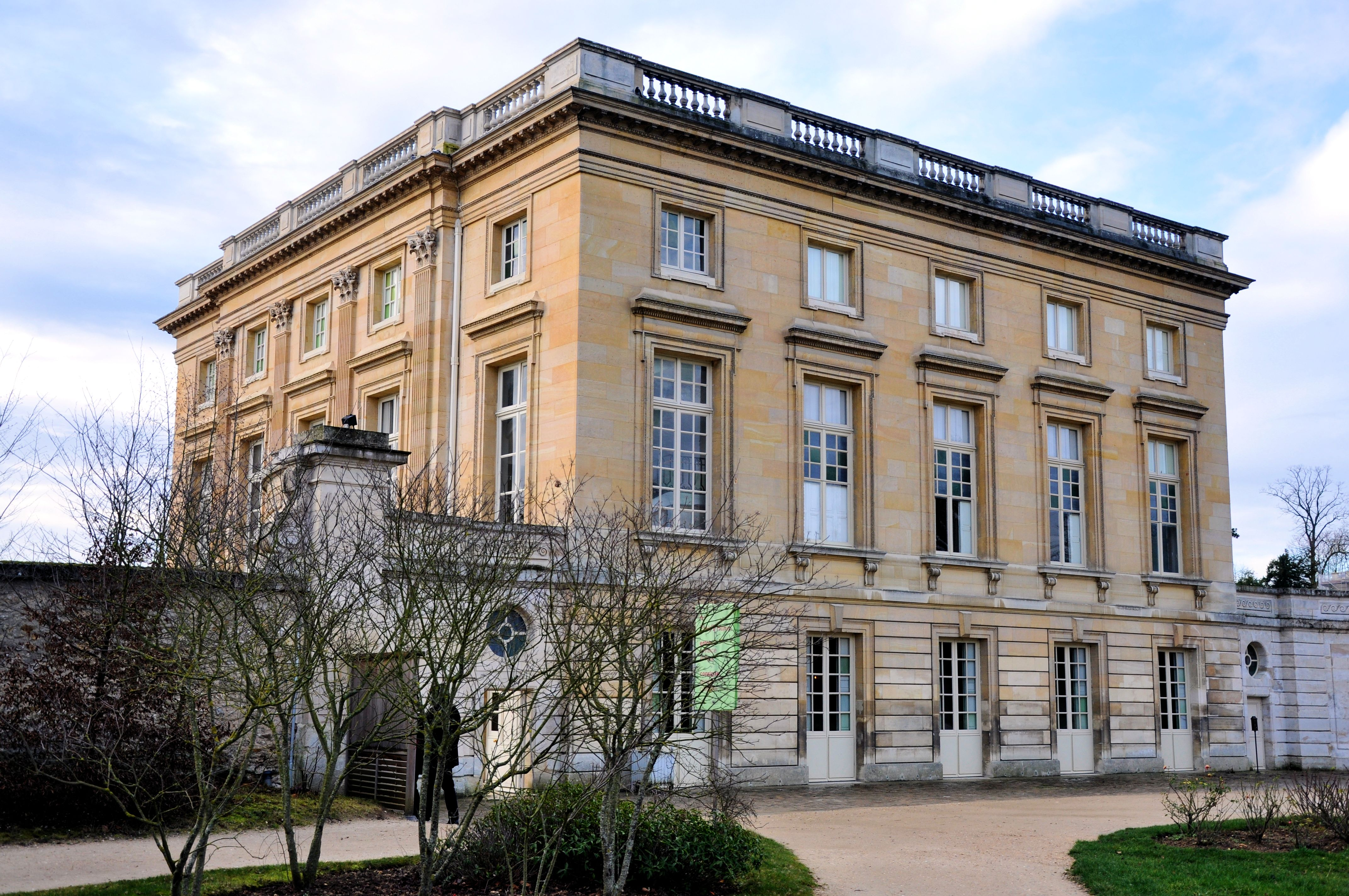
شاتوی تریانون کوچک در مجموعه کاخ ورسای (۱۷۶۲–۶۸)
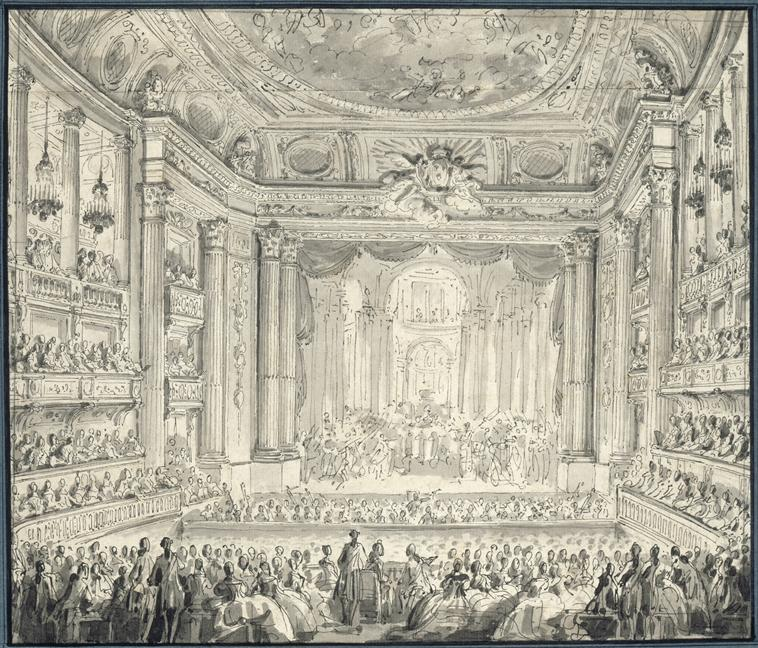
سالن اپرای کاخ ورسای، ۱۷۷۰